# David E. Peckinpah
David E. Peckinpah est un scénariste, producteur et réalisateur américain né le 5 septembre 1951 à Fresno, Californie (États-Unis), mort le 23 avril 2006 à Vancouver (Canada).

## Filmographie

### Comme scénariste
- 1991 : Les Dessous de Palm Beach (Silk Stalkings) (série TV)
- 1980 : The Golden Moment: An Olympic Love Story (TV)
- 1982 : Hotline (TV)
- 1983 : Pied au plancher (Heart Like a Wheel)
- 1983 : Stroker Ace
- 1985 : Chase (TV)
- 1987 : Stillwatch (TV)
- 1987 : Dangereuse Défense (In Self Defense) (TV)
- 1987 : La Belle et la Bête (Beauty and the Beast) (série TV)
- 1989 : Wolf (TV)
- 1992 : Obsession (Obsessed) (TV)
- 1994 : The Paper Boy
- 1996 : Panique sur le vol 285 (Hijacked: Flight 285) (TV)

### comme réalisateur
- 1997 : Danger de mort (When Danger Follows You Home)